# Храм в селе Чапарлы
Храм в селе Чапарлы (азерб. Çaparlı) — средневековый христианский храм. Расположен близ села Чапарлы, в Шамкирском районе Азербайджана.
Храм был обнаружен при прокладке в 2005 году Южнокавказского газопровода, вблизи села Чапарлы Шамкирского района. Археологический комплекс, датированный античным и ранними средними веками, был тщательно исследован. В квадрате № 6 было обнаружено 2 строения друг над другом. Строение, обнаруженное на верхнем строительном слое, сильно разрушилось. Предполагается, что оно было четырёхугольной формы. Расположенные в восточно-западном направлении стены, ширина которых 40—50 см, сохранились в длину 2,5 м. На восточной стороне, к нему, создав угол, примыкает другая стена, остатки которой, предположительно из речного камня, датируются X—XI вв.
В квадрате № 3, в погребальной яме, выкопанной в форме креста, было обнаружено коллективное захоронение, где было погребено по трупу в каждой части креста.